# Encyclia delacruzii
Encyclia delacruzii är en orkidéart som beskrevs av Wesley Ervin Higgins och Fredy Archila. Encyclia delacruzii ingår i släktet Encyclia och familjen orkidéer. Inga underarter finns listade i Catalogue of Life.